# Großer Lindenkopf
Der Große Lindenkopf ist ein 499 m ü. NHN hoher Berg in der Kammlinie des Taunus und Südostausläufer des Berges Nickel (517,3 m ü. NHN).
Er liegt in der Gemarkung Oberjosbach der Gemeinde Niedernhausen im Rheingau-Taunus-Kreis, naturräumlich im Wiesbadener Hochtaunus (301.2) und ist der höchste Gipfel der Eichelberger Mark.
Die hier markierte Position entspricht dem höchsten Punkt von 499,9 m. In den meisten Karten ist jedoch der 300 m südöstlich vorgelagerte und 498,7 m hohe Kopf eingezeichnet. Dieser wurde 2018 abgeholzt, wie es das Bild zeigt, so dass man von hier nun den Feldberg sehen kann. Die Stelle ist vom nur wenige Meter westlich vorbeiführenden Rundwanderweg (Markierungszeichen „Eichhorn“) erreichbar.
An seinem Südhang befindet sich eine Schutzhütte mit Informationen des Naturparks und noch etwas weiter unterhalb der Parkplatz „Gr. Lindenkopf“ am östlichen Ortsrand von Oberjosbach.

## Nachweis
1. 1 2  Topographische Karte Hochtaunus, TF 25-3, M = 1:25.000, Hessische Verwaltung für Bodenmanagement und Geoinformation, 1997, ISBN 3-89446-268-X